# Wang Sichao
Wang Sichao (王思潮; 1938 ou 1939 – 17 juin 2016) était un astronome et chercheur chinois.

## Opinions

### Pluton
Avant son décès, Wang Sichao était chercheur à l'observatoire de la Montagne Pourpre de Nankin.
Dans une interview à l'Agence Chine nouvelle, il a déclaré à l'Union astronomique internationale lors du vote de 2006 sur le statut de Pluton en tant que planète :
« The demotion is a scientific result and it reflects the current understanding of humankind about the solar system... We must first get a clear definition of planets and the solar system, then we can carry out planetary probe missions in a better way. »
« La rétrogradation (de Pluton) est un résultat scientifique et reflète la compréhension actuelle de l'humanité sur le système solaire... Il faut d'abord obtenir une définition claire des planètes et du système solaire pour pouvoir lancer des sondes planétaires de la meilleure façon. »
— Wang Sichao.

### Ovni
Le 23 août 2010, Wang Sichao a déclaré qu'il pensait que la vie extraterrestre était une réalité et que des engins avaient la capacité de visiter la planète Terre. Il s'est cependant opposé au point de vue présenté par l'astronome britannique Stephen Hawking selon laquelle une rencontre entre les Terriens et des extraterrestres serait désastreuse.
« If they are friendly to us, we can promote the human beings' civilization through exchange and cooperation with them. If they are not, as long as we prepared for their invasion, we can beat them back based on their weaknesses. After all, they are life entities, they would show their slips. »
« Si elles sont amicales avec nous, nous pouvons promouvoir la civilisation humaine à travers l'échange et la coopération. Si elles ne le sont pas, et si nous avons anticipé leur invasion, nous pouvons les repousser en se basant sur leurs faiblesses. Après tout, ce sont des entités vivantes qui ont leurs propres faiblesses. »
— Wang Sichao.
Wang Sichao a fourni des données spécifiques aux observations d'ovnis : entre 130 et 1 500 kilomètres d'altitude, les observations d'ovnis sont nombreuses. Sichao note que les ovnis peuvent voler bien plus lentement que la première vitesse cosmique, et parfois même aussi lentement que 0,29 kilomètre par seconde, et qu'ils peuvent voler à l'altitude de 1 460 kilomètres pendant plus de 25 minutes. Il en conclut que ces ovnis sont libérés de la gravité.